# Юсоф Гаджах
Юсоф Гаджах (малайск. Yusof Gajah), настоящее имя - Мохд Юсоф бин Исмаил (малайск. Mohd Yusof Bin Ismail; род. 10 февраля 1954, Джохол, Негри-Сембилан) — малайзийский художник, мастер наивного искусства и иллюстратор детских книг.

## Краткая биография
В 1974 г. окончил Академию изобразительных искусств Индонезии в Джокьякарте. В 1976 г. нарисовал первую картину с изображением слона. С тех пор слон стал его фирменным знаком и даже присутствует в псевдониме («гаджах» по-малайски «слон»).
Использует различную технику рисования, живопись с графикой, именно такая техника, по его мнению передает дух народной культуры, обрядность и праздничность.
Провёл 17 персональных выставок и участвовал в более 60 коллективных в Малайзии, Индонезии, Японии, Австралии, Швеции, Чехословакии, Таиланде, Новой Зеландии, Норвегии. Его картины хранятся в малайзийских картинных галереях и за рубежом, в коллекции короля Малайзии.
В 2008 г. открыл в Куала-Лумпуре свою галерею.
Издал 9 детских книг со своими текстами и иллюстрациями.
В России выпущена книга переводов стихов индонезийских и малайзийских поэтов, дизайн обложки которой подготовлен художником

## Мнение
«Юсоф Гаджах — мастер красок, фантазии, воображения и стиля. Иногда ему удаётся изобразить целый мир в одном только слоне, иногда он просто бросает вызов воображению зрителей… На первый взгляд его работы кажутся простыми, но потом мы открываем в них всё новые и новые детали, поиск которых превращается в настоящее приключение.» — Посол Норвегии Арилд Браастад

## Награды
- Приз «Пратита Ади Карья» Академии изобразительных искусств Индонезии (1974)
- Вторая премия на ежегодном конкурсе живописи Картинной галереи Сабаха (1985)
- Поощрительный приз на конкурсе Нома в Японии (1986, 1988)
- Приз на лучшие книжные иллюстрации Совета по языку и литературе Малайзии (1990)
- Второй приз на конкурсе Нома в Японии за иллюстрации к книге «Последнее дерево» (1992)
- Приз Национального совета книгоиздателей Малайзии за лучшую иллюстрированную книгу для детей (1992)
- Гран-при на конкурсе Нома в Японии за иллюстрации к книге «Настоящий слон» (1997)

## Книги с иллюстрациями и текстами художника
- Where is my red ball? (Где мой красный мяч?). Kuala Lumpur: Yusof Gajah Lingard Literary Agency, 2011
- Transport (Транспорт) . Kuala Lumpur: Yusof Gajah Lingard Literary Agency, 2011
- Let’s Build a House (Давай построим дом). Kuala Lumpur: Yusof Gajah Lingard Literary Agency, 2011
- My Home (Мой дом). Kuala Lumpur: Yusof Gajah Lingard Literary Agency, 2011
- Elephant Teapot (Слон-чайник). Kuala Lumpur: Yusof Gajah Lingard Literary Agency, 2011
- The Real Elephant (Настоящий слон). Kuala Lumpur: Yusof Gajah Lingard Literary Agency, 2011
- Mother&Child (Мама и дитя) . Kuala Lumpur: Yusof Gajah Lingard Literary Agency, 2011
- Elephabet (Элефавит) . Kuala Lumpur: Yusof Gajah Lingard Literary Agency, 2011
- Elephabet : Amazing Activity Book (Элефавит: потрясающая книга игр). Kuala Lumpur: Yusof Gajah Lingard Literary Agency, 2011